# Omsk oblast
Omsk oblast är ett oblast i södra Ryssland med en yta på 139 700 km² och cirka 2 miljoner invånare. Huvudort och klart största stad är Omsk, där mer än hälften av oblastets invånare bor. Området gränsar till Kazakstan i söder, Tiumen oblast i väster och norr och öster om oblastet ligger Novosibirsk och Tomsk oblast.
Temperaturerna skiftar kraftigt mellan vinter och sommar i området, i januari är medeltemperaturen cirka -19 °C och i juli är den omkring 18 °C, men temperaturer uppåt 40 °C har uppmätts.